# 中埜信吾
中埜 信吾（なかの しんご、2004年12月16日 - ）は、東京都出身のサッカー選手。ポジションはFW。

## クラブ歴
佐野日本大学高等学校出身で、2023年に世田谷ユナイテッドで選手となった。同年夏にエル・カミノ・カレッジに進学した。
2024年5月31日にシンガポールプレミアリーグ所属のアルビレックス新潟シンガポールへの加入が発表された。6月15日のリーグ戦で先発出場して選手初出場、2得点を記録して選手初得点も記録した。